# R Normae
Désignations
R Normae (en abrégé R Nor) est une étoile variable de type Mira située près de Eta Normae dans la constellation australe de la Règle.
C'est une étoile géante rouge de masse intermédiaire qui génère une partie de son énergie par la fusion de l'hydrogène. Parce que cette fusion se produit vraisemblablement dans des conditions de convection, elle génère un excès de lithium. La luminosité de l'étoile varie entre les magnitudes 6,5 et 12,8 selon une période relativement longue de 496 jours. Située à environ 2900 années-lumière, elle brille avec une luminosité valant 7764 fois celle du Soleil et a une température de surface de 3161 K.